# США на летних Олимпийских играх 1984
США на летних Олимпийских играх 1984 была представлена 522 спортсменами в 25 видах спорта. Это уже вторые Олимпийские игры, которые прошли в Лос-Анджелесе и третьи в США.
По количеству завоёванных медалей игры в Лос-Анджелесе стали самыми успешными после игр 1904 года, но по количеству золотых наград результат, показанный на нынешних играх стал лучшим в истории выступлений американской сборной и за всю историю Олимпиад вообще. Во многом этому способствовало отсутствие на Играх многих стран Восточного блока, которые в ответ на бойкот Игр 1980 года со стороны США, отказались от участия в нынешних Играх.
Главным героем игр стал легкоатлет Карл Льюис, завоевавший четыре золотых медали. А наибольшее количество медалей на Играх завоевала гимнастка Мэри Лу Реттон, ставшая обладательницей 5 наград разного достоинства.

## Награды

### Золото
| Золото | |                                                         |
| №      | Спортсмены | Вид спорта (дисциплина)                                 |
| 1      | Пол Энквист Брэд Алан Льюис | Академическая гребля (мужчины, двойка парная)           |
| 2      | Бетси Бирд, Кэрол Бауэр, Джинн Флэнаган, Кэри Грейвз, Кэти Килер, Харриет Меткалф, Кристин Норелиус, Ширил О’Стин, Кристен Торснесс                                       | Академическая гребля (женщины, восьмёрки)               |
| 3      | Стив Олфорд, Джефф Тёрнер, Патрик Юинг, Верн Флеминг, Элвин Робертсон, Майкл Джордан, Джо Клейн, Джон Кончак, Крис Маллин, Уэймен Тисдейл, Сэм Перкинс, Леон Вуд          | Баскетбол (мужчины)                                     |
| 4      | Тереза Эдвардс, Лиа Хенри, Линетт Вудард, Энн Донован, Кати Босвелл, Шерил Миллер, Дженис Лоуренс, Синди Ноубл, Ким Малки, Дениз Карри, Памела Макги, Кэрол Менкен-Шодт   | Баскетбол (женщины)                                     |
| 5      | Пол Гонсалес | Бокс (мужчины, до 48 кг)                                |
| 6      | Стив Маккрори | Бокс (мужчины, до 51 кг)                                |
| 7      | Мелдрик Тейлор | Бокс (мужчины, до 57 кг)                                |
| 8      | Пернелл Уитакер | Бокс (мужчины, до 60 кг)                                |
| 9      | Джерри Пейдж | Бокс (мужчины, до 63,5 кг)                              |
| 10     | Марк Бриланд | Бокс (мужчины, до 67 кг)                                |
| 11     | Фрэнк Тейт | Бокс (мужчины, до 71 кг)                                |
| 12     | Генри Тиллмен | Бокс (мужчины, до 91 кг)                                |
| 13     | Тайрелл Биггс | Бокс (мужчины, до 48 кг)                                |
| 14     | Роберт Уивер | Борьба (мужчины, вольная, до 48 кг)                     |
| 15     | Рэнди Льюис | Борьба (мужчины, вольная, до 62 кг)                     |
| 16     | Дейв Шульц | Борьба (мужчины, вольная, до 74 кг)                     |
| 17     | Марк Шульц | Борьба (мужчины, вольная, до 82 кг)                     |
| 18     | Эд Банах | Борьба (мужчины, вольная, до 90 кг)                     |
| 19     | Лу Банах | Борьба (мужчины, вольная, до 100 кг)                    |
| 20     | Брюс Баумгартнер | Борьба (мужчины, вольная, свыше 100 кг)                 |
| 21     | Стив Фрейзер | Борьба (мужчины, Греко-римская, до 90 кг)               |
| 22     | Джеффри Блатник | Борьба (мужчины, Греко-римская, свыше 100 кг)           |
| 23     | Марк Горски | Велоспорт (мужчины, спринт)                             |
| 24     | Стив Хегг | Велоспорт (мужчины, индивидуальная гонка преследования) |
| 25     | Алеки Греуол | Велоспорт (мужчины, групповая гонка)                    |
| 26     | Конни Карпентер-Финни | Велоспорт (женщины, групповая гонка)                    |
| 27     | Дасти Дворак, Дейв Саундерс, Стивен Сэлмонс, Пол Сандерленд, Ричард Дювелиус, Стив Тиммонс, Крейг Бак, Марк Уолди, Крис Марлоу, Альди Берзиньш, Патрик Пауэрс, Карч Кирай | Волейбол (мужчины)                                      |
| 28     | Брюс Дэвидсон Майкл Пламб Карен Стивс Торренс Фляйшман | Конный спорт (командное троеборье)                      |
| 29     | Джозеф Фэргис | Конный спорт (индивидуальный конкур)                    |
| 30     | Лесли Барр Джозеф Фэргис Конрад Хомфельд Мелани Смит | Конный спорт (командный конкур)                         |
| 31     | Карл Льюис | Лёгкая атлетика (мужчины, 100 м)                        |
| 32     | Карл Льюис | Лёгкая атлетика (мужчины, 200 м)                        |
| 33     | Алонсо Баберс | Лёгкая атлетика (мужчины, 400 м)                        |
| 34     | Роджер Кингдом | Лёгкая атлетика (мужчины, 110 м с/б)                    |
| 35     | Эдвин Мозес | Лёгкая атлетика (мужчины, 400 м с/б)                    |
| 36     | Сэм Грэдди Карл Льюис Рон Браун Кэльвин Смит | Лёгкая атлетика (мужчины, эстафета 4×100 м)             |
| 37     | Рэй Армстид Алонсо Баберс Энтони Маккей Сандер Никс | Лёгкая атлетика (мужчины, эстафета 4×400 м)             |
| 38     | Карл Льюис | Лёгкая атлетика (мужчины, прыжок в длину)               |
| 39     | Альфредерик Джойнер | Лёгкая атлетика (мужчины, прыжок в длину)               |
| 40     | Эвелин Эшфорд | Лёгкая атлетика (женщины, 100 м)                        |
| 41     | Валери Бриско-Хукс | Лёгкая атлетика (женщины, 200 м)                        |
| 42     | Валери Бриско-Хукс | Лёгкая атлетика (женщины, 400 м)                        |
| 43     | Джоан Бенуа | Лёгкая атлетика (женщины, марафон)                      |
| 44     | Бенита Фицджеральд-Браун | Лёгкая атлетика (женщины, 100 м с барьерами)            |
| 45     | Эвелин Эшфорд Джанет Болден Элис Браун Чандра Чизборо | Лёгкая атлетика (женщины, эстафета 4×100 м)             |
| 46     | Валери Бриско-Хукс Чандра Чизборо Шерри Ховард Лилли Литервуд | Лёгкая атлетика (женщины, эстафета 4×400 м)             |
| 47     | Джонатан Макки Карл Бьюкен | Парусный спорт (мужчины, класс «Летучий голландец»)     |
| 48     | Робби Хейнс Эдвард Тревелян Род Дэвис | Парусный спорт (мужчины, класс «Солинг»)                |
| 49     | Уильям Бьюкен Стивен Эриксон | Парусный спорт (мужчины, класс «Звёздный»)              |
| 50     | Роуди Гейнс | Плавание (мужчины, вольный стиль, 100 м)                |
| 51     | Джордж ДиКарло | Плавание (мужчины, вольный стиль, 400 м)                |
| 52     | Майк О’Брайен | Плавание (мужчины, вольный стиль, 1500 м)               |
| 53     | Рик Кэри | Плавание (мужчины, на спине, 100 м)                     |
| 54     | Рик Кэри | Плавание (мужчины, на спине, 200 м)                     |
| 55     | Стив Лундквист | Плавание (мужчины, брасс, 100 м)                        |
| 56     | Мэтт Бионди Крис Кавано Роуди Гейнс Майк Хит | Плавание (мужчины, вольный стиль, 4×100 м)              |
| 57     | Джефф Флоат Джефф Габерино Брюс Хайес Дэвид Ларсон Майк Хит | Плавание (мужчины, вольный стиль, 4×200 м)              |
| 58     | Роуди Гейнс Рик Кэри Стив Лундквист Пабло Моралес | Плавание (мужчины, комбинированная эстафета 4×100 м)    |
| 59     | Нэнси Хогшид | Плавание (женщины, вольный стиль, 100 м)                |
| 60     | Кэролин Штайнзайфер | Плавание (женщины, вольный стиль, 100 м)                |
| 61     | Мэри Уэйт | Плавание (женщины, вольный стиль, 200 м)                |
| 62     | Тиффани Коэн | Плавание (женщины, вольный стиль, 400 м)                |
| 63     | Тиффани Коэн | Плавание (женщины, вольный стиль, 800 м)                |
| 64     | Тереза Эндрюс | Плавание (женщины, на спине, 100 м)                     |
| 65     | Мэри Мигер | Плавание (женщины, баттерфляй, 100 м)                   |
| 66     | Мэри Мигер | Плавание (женщины, баттерфляй, 200 м)                   |
| 67     | Трейси Колкинс | Плавание (женщины, комплексное плавание, 200 м)         |
| 68     | Трейси Колкинс | Плавание (женщины, комплексное плавание, 400 м)         |
| 69     | Нэнси Хогшид Дженна Джонсон Кэролин Штайнзайфер Дара Торрес Джилл Стеркель Мэри Уэйт                                                                                      | Плавание (женщины, вольный стиль, 4×100 м)              |
| 70     | Тереза Эндрюс Трейси Колкинс Нэнси Хогшид Мэри Мигер Дженна Джонсон Бетси Митчелл Сьюзан Рапп                                                                             | Плавание (женщины, комбинированная эстафета, 4×100 м)   |
| 71     | Грег Луганис | Прыжки в воду (мужчины, трамплин, 3 м)                  |
| 72     | Грег Луганис | Прыжки в воду (мужчины, вышка, 10 м)                    |
| 73     | Трейси Руис | Синхронное плавание (женщины, соло)                     |
| 74     | Кэнди Кости Трейси Руис | Синхронное плавание (женщины, дуэт)                     |
| 75     | Барт Коннер | Спортивная гимнастика (мужчины, параллельные брусья)    |
| 76     | Питер Видмар | Спортивная гимнастика (мужчины, конь)                   |
| 77     | Барт Коннер Тимоти Хаггетт Митч Гейлорд Джеймс Хартунг Скотт Джонсон Питер Видмар                                                                                         | Спортивная гимнастика (мужчины, командное многоборье)   |
| 78     | Мэри Лу Реттон | Спортивная гимнастика (женщины, абсолютное первенство)  |
| 79     | Джулианна Макнамара | Спортивная гимнастика (женщины, брусья)                 |
| 80     | Эдвард Этцель | Стрельба (мужчины, винтовка, 50 м, лёжа)                |
| 81     | Мэттью Драйк | Стрельба (мужчины, скит)                                |
| 82     | Пэт Спёрджин | Стрельба (женщины, пневматическая винтовка)             |
| 83     | Даррелл Пейс | Стрельба из лука (мужчины, индивидуальное первенство)   |

### Серебро
| Серебро | |                                                                 |
| №       | Спортсмены | Вид спорта (дисциплина)                                         |
| 1       | Дэвид Кларк Алан Форни Джонатан Смит Филлип Стекл | Академическая гребля (мужчины, четвёрка распашная без рулевого) |
| 2       | Майкл Бах Эдвард Айвз Томас Кифер Грегори Спрингер Джон Стиллингс | Академическая гребля (мужчины, четвёрка распашная с рулевым)    |
| 3       | Чип Лубсен, Эндрю Саддат, Джон Тервиллиджер, Кристофер Пенни, Том Дарлинг, Фред Борчелт, Чарльз Клапп, Брюс Иббетсон, Боб Джогстеттер                                                    | Академическая гребля (мужчины, восьмёрка)                       |
| 4       | Шарлотта Джир | Академическая гребля (женщины, одиночки)                        |
| 5       | Вирджиния Гилдер Джоан Линд Энн Марден Келли Рикон Лиза Роде | Академическая гребля (женщины, четвёрка парная)                 |
| 6       | Вирджил Хилл | Бокс (мужчины, до 75 кг)                                        |
| 7       | Барри Дэвис | Борьба (мужчины, вольная, до 57 кг)                             |
| 8       | Эндрю Рэйн | Борьба (мужчины, вольная, до 68 кг)                             |
| 9       | Грег Гибсон | Борьба (мужчины, Греко-римская, до 100 кг)                      |
| 10      | Нельсон Вейлс | Велоспорт (мужчины, спринт)                                     |
| 11      | Брент Эмери Дэвид Гриллс Стив Хегг Патрик Макдонохью Леонард Нитц | Велоспорт (мужчины, командная гонка преследования)              |
| 12      | Ребекка Твигг | Велоспорт (женщины, групповая гонка)                            |
| 13      | Крейг Уилсон, Кевин Робертсон, Гэри Фигероа, Питер Кэмпбелл, Дуг Бёрк, Джозеф Варгас, Йон Свендсен, Джон Симан, Эндрю Макдональд, Терри Шрёдер, Джоди Кэмпбелл, Тим Шоу, Кристофер Дорст | Водное поло (мужчины)                                           |
| 14      | Пола Вейшофф, Сьюзан Вудстра, Рита Кроккетт, Лора Корбелли, Кэролин Беккер, Флора Химан, Роуз Мейджерс, Джули Воллертсен, Дебби Грин, Кимберли Раддинс, Джанна Бопри, Линда Чисхольм     | Волейбол (женщины)                                              |
| 15      | Роберт Бёрланд | Дзюдо (мужчины, до 86 кг)                                       |
| 16      | Карен Стивс | Конный спорт (индивидуальное троеборье)                         |
| 17      | Конрад Хомфельд | Конный спорт (индивидуальный конкур)                            |
| 18      | Сэм Грэдди | Лёгкая атлетика (мужчины, 100 м)                                |
| 19      | Кирк Баптист | Лёгкая атлетика (мужчины, 200 м)                                |
| 20      | Грег Фостер | Лёгкая атлетика (мужчины, 110 метров с барьерами)               |
| 21      | Дэнни Харрис | Лёгкая атлетика (мужчины, 400 метров с барьерами)               |
| 22      | Майк Тулли | Лёгкая атлетика (мужчины, прыжки с шестом)                      |
| 23      | Майк Конли | Лёгкая атлетика (мужчины, тройной прыжок)                       |
| 24      | Майкл Картер | Лёгкая атлетика (мужчины, толкание ядра)                        |
| 25      | Мак Уилкинс | Лёгкая атлетика (мужчины, метание диска)                        |
| 26      | Элис Браун | Лёгкая атлетика (женщины, 100 метров)                           |
| 27      | Флоренс Гриффит-Джойнер | Лёгкая атлетика (женщины, 200 метров)                           |
| 28      | Чандра Чизборо | Лёгкая атлетика (женщины, 400 метров)                           |
| 29      | Ким Галлахер | Лёгкая атлетика (женщины, 800 метров)                           |
| 30      | Джуди Браун | Лёгкая атлетика (женщины, 400 метров с барьерами)               |
| 31      | Лесли Дениц | Лёгкая атлетика (женщины, диск)                                 |
| 32      | Джекки Джойнер-Керси | Лёгкая атлетика (женщины, семиборье)                            |
| 33      | Стив Бенджамин Ганс Штайнфельд | Парусный спорт (мужчины, класс «470»)                           |
| 34      | Джон Бертранд | Парусный спорт (мужчины, класс «Финн»)                          |
| 35      | Скотт Стил | Парусный спорт (мужчины, класс «Виндсёрфинг»)                   |
| 36      | Рэнди Смит Джей Глэйзер | Парусный спорт (мужчины, класс «Торнадо»)                       |
| 37      | Майк Хит | Плавание (мужчины, вольный стиль, 200 м)                        |
| 38      | Джон Мюкканен | Плавание (мужчины, вольный стиль, 400 м)                        |
| 39      | Джордж ДиКарло | Плавание (мужчины, вольный стиль, 1500 м)                       |
| 40      | Дейв Уилсон | Плавание (мужчины, на спине, 100 м)                             |
| 41      | Пабло Моралес | Плавание (мужчины, баттерфляй, 100 м)                           |
| 42      | Пабло Моралес | Плавание (мужчины, комплексное плавание, 200 м)                 |
| 43      | Синтия Вудхэд | Плавание (женщины, вольный стиль, 200 м)                        |
| 44      | Мишель Ричардсон | Плавание (женщины, вольный стиль, 800 м)                        |
| 45      | Бетси Митчелл | Плавание (женщины, на спине, 100 м)                             |
| 46      | Эми Уайт | Плавание (женщины, на спине, 200 м)                             |
| 47      | Сьюзан Рапп | Плавание (женщины, брасс, 200 м)                                |
| 48      | Дженна Джонсон | Плавание (женщины, баттерфляй, 100 м)                           |
| 49      | Нэнси Хогшид | Плавание (женщины, комплексное плавание, 200 м)                 |
| 50      | Брюс Кимболл | Прыжки в воду (мужчины, вышка, 10 м)                            |
| 51      | Келли Маккормик | Прыжки в воду (женщины, трамплин, 3 м)                          |
| 52      | Мишель Митчелл | Прыжки в воду (женщины, вышка, 10 м)                            |
| 53      | Дин Гленеск Грег Лоузи Майкл Сторм | Современное пятиборье (мужчины, командное первенство)           |
| 54      | Питер Видмар | Спортивная гимнастика (мужчины, абсолютное первенство)          |
| 55      | Митч Гейлорд | Спортивная гимнастика (мужчины, опорный прыжок)                 |
| 56      | Мэри Лу Реттон | Спортивная гимнастика (женщины, опорный прыжок)                 |
| 57      | Джулианна Макнамара | Спортивная гимнастика (женщины, вольные упражнения)             |
| 58      | Памела Билек Мишель Дюссерр Кейти Джонсон Джулианна Макнамара Мэри Лу Реттон Трейси Талавера                                                                                             | Спортивная гимнастика (женщины, командное первенство)           |
| 59      | Руби Фокс | Стрельба (женщины, пистолет, 25 метров)                         |
| 60      | Ричард Маккинни | Стрельба из лука (мужчины, индивидуальное первенство)           |
| 61      | Марио Мартинес | Тяжёлая атлетика (мужчины, свыше 110 кг)                        |

### Бронза
| Бронза | |                                                            |
| №      | Спортсмены | Вид спорта (дисциплина)                                    |
| 1      | Роберт Эспесет Даг Херланд Кевин Стилл | Академическая гребля (мужчины, двойка распашная с рулевым) |
| 2      | Эвандер Холифилд | Бокс (мужчины, до 81 кг)                                   |
| 3      | Джеймс Мартинес | Борьба (мужчины, Греко-римская, до 68 кг)                  |
| 4      | Леонард Нитц | Велоспорт (мужчины, индивидуальная гонка преследования)    |
| 5      | Рон Кифель Клэренс Никман Дэвис Финни Эндрю Уивер | Велоспорт (мужчины, командная раздельная гонка)            |
| 6      | Грег Бартон | Гребля на байдарках и каноэ (мужчины, Б-1, 1000 м)         |
| 7      | Эдвард Лидди | Дзюдо (мужчины, до 60 кг)                                  |
| 8      | Томас Джефферсон | Лёгкая атлетика (мужчины, 200 м)                           |
| 9      | Энтони Маккей | Лёгкая атлетика (мужчины, 400 м)                           |
| 10     | Эрл Джонс | Лёгкая атлетика (мужчины, 800 м)                           |
| 11     | Брайан Димер | Лёгкая атлетика (мужчины, 3000 м)                          |
| 12     | Эрл Белл | Лёгкая атлетика (мужчины, прыжки с шестом)                 |
| 13     | Дейв Лаут | Лёгкая атлетика (мужчины, толкание ядра)                   |
| 14     | Джон Пауэлл | Лёгкая атлетика (мужчины, метание диска)                   |
| 15     | Ким Тёрнер | Лёгкая атлетика (женщины, 100 м с барьерами)               |
| 16     | Джони Хантли | Лёгкая атлетика (женщины, прыжки в длину)                  |
| 17     | Рональд Мерриотт | Прыжки в воду (мужчины, трамплин, 3 м)                     |
| 18     | Кристин Зойферт | Прыжки в воду (женщины, трамплин, 3 м)                     |
| 19     | Венди Виланд | Прыжки в воду (женщины, вышка, 10 м)                       |
| 20     | Тимоти Хаггетт | Спортивная гимнастика (мужчины, конь)                      |
| 21     | Митч Гейлорд | Спортивная гимнастика (мужчины, кольца)                    |
| 22     | Митч Гейлорд | Спортивная гимнастика (мужчины, параллельные брусья)       |
| 23     | Мэри Лу Реттон | Спортивная гимнастика (женщины, брусья)                    |
| 24     | Мэри Лу Реттон | Спортивная гимнастика (женщины, вольные упражнения)        |
| 25     | Кейти Джонсон | Спортивная гимнастика (женщины, бревно)                    |
| 26     | Даниэл Карлайл | Стрельба (мужчины, трап)                                   |
| 27     | Ванда Джуэлл | Стрельба (женщины, малокалиберная винтовка, три положения) |
| 28     | Гай Кэрлтон | Тяжёлая атлетика (мужчины, до 110 кг)                      |
| 29     | Питер Вестбрук | Фехтование (мужчины, индивидуальная сабля)                 |
| 30     | Бет Андерс, Бет Беглин, Джина Багги, Гвен Чизмен, Шерил Джонсон, Крис Ларсон-Мейсон, Кэти Макгэхи, Анита Миллер, Лесли Милн, Чар Моретт, Дайан Мойер, Марси Плейс, Карен Шелтон, Бренда Стауффер, Джули Ставер, Джуди Стронг | Хоккей на траве (женщины)                                  |

## Результаты соревнований

### Академическая гребля
В следующий раунд из каждого заезда проходили несколько лучших экипажей (в зависимости от дисциплины). В финал A выходили 6 сильнейших экипажей, ещё 6 экипажей, выбывших в полуфинале, распределяли места в малом финале B.
Мужчины
| Соревнование | Спортсмены                 | Предварительный заезд | Предварительный заезд | Предварительный заезд | Отборочный заезд | Отборочный заезд | Отборочный заезд | Полуфинал | Полуфинал | Полуфинал | Финал   | Финал   | Итоговое место |
| Соревнование | Спортсмены                 | Заезд                 | Время                 | Место                 | Заезд            | Время            | Место            | Заезд     | Время     | Место     | Время   | Место   | Итоговое место |
| ------------ | -------------------------- | --------------------- | --------------------- | --------------------- | ---------------- | ---------------- | ---------------- | --------- | --------- | --------- | ------- | ------- | -------------- |
| одиночки     | Джон Биглоу                | 1                     | 7:31,30               | 3                     | 1                | 7:21,47          | 1 Q              | 2         | 7:24,98   | 3 QA      | Финал A | Финал A | 4              |
| одиночки     | Джон Биглоу                | 1                     | 7:31,30               | 3                     | 1                | 7:21,47          | 1 Q              | 2         | 7:24,98   | 3 QA      | 7:12,00 | 4       | 4              |
| двойки       | Дейв Де Рафф Джон Стротбек | 2                     | 7:00,34               | 3 Q                   | не участвовали   | не участвовали   | не участвовали   | 1         | 6:59,10   | 3 QA      | Финал A | Финал A | 6              |
| двойки       | Дейв Де Рафф Джон Стротбек | 2                     | 7:00,34               | 3 Q                   | не участвовали   | не участвовали   | не участвовали   | 1         | 6:59,10   | 3 QA      | 6:58,46 | 6       | 6              |

### Водное поло

#### Мужчины
Состав команды
| Мужская сборная США по водному поло | Мужская сборная США по водному поло | Мужская сборная США по водному поло | Мужская сборная США по водному поло | Мужская сборная США по водному поло | Мужская сборная США по водному поло | Мужская сборная США по водному поло | Мужская сборная США по водному поло |
| №                                   | Имя                                 | Дата рождения (возраст)             | Рост                                | Вес                                 | Клуб                                | Игры                                | Голы                                |
| ----------------------------------- | ----------------------------------- | ----------------------------------- | ----------------------------------- | ----------------------------------- | ----------------------------------- | ----------------------------------- | ----------------------------------- |
|                                     | Крейг Уилсон (GK)                   | 5 февраля 1957 (27 лет)             | 1,95 м                              | 86 кг                               |                                     | 7                                   | -43                                 |
|                                     | Кевин Робертсон                     | 2 февраля 1959 (25 лет)             | 1,75 м                              | 75 кг                               | Калифорния Голден Бирс              | 7                                   | 13                                  |
|                                     | Гэри Фигероа                        | 28 сентября 1956 (27 лет)           | 1,83 м                              | 77 кг                               | Ньюпорт Ватер Поло Фаундейшн        | 7                                   | 8                                   |
|                                     | Питер Кэмпбелл                      | 21 мая 1960 (24 года)               | 1,93 м                              | 89 кг                               |                                     | 7                                   | 4                                   |
|                                     | Дуг Бёрк                            | 30 марта 1957 (27 лет)              | 1,83 м                              | 82 кг                               |                                     | 7                                   | 3                                   |
|                                     | Джозеф Варгас                       | 4 октября 1955 (28 лет)             | 1,90 м                              | 89 кг                               | Ньюпорт Ватер Поло Фаундейшн        | 7                                   | 5                                   |
|                                     | Йон Свендсен                        | 26 октября 1953 (30 лет)            | 1,90 м                              | 93 кг                               | Конкорд Акватик Клаб                | 7                                   | 1                                   |
|                                     | Джон Симан                          | 7 октября 1952 (31 год)             | 1,98 м                              | 91 кг                               |                                     | 7                                   | 3                                   |
|                                     | Эндрю Макдональд                    | 19 октября 1955 (28 лет)            | 1,95 м                              | 91 кг                               |                                     | 7                                   | 4                                   |
|                                     | Терри Шрёдер                        | 9 октября 1958 (25 лет)             | 1,90 м                              | 95 кг                               |                                     | 7                                   | 13                                  |
|                                     | Джоди Кэмпбелл                      | 4 марта 1960 (24 года)              | 1,90 м                              | 89 кг                               |                                     | 7                                   | 10                                  |
|                                     | Тим Шоу                             | 8 ноября 1957 (26 лет)              | 1,88 м                              | 89 кг                               |                                     | 7                                   | 1                                   |
|                                     | Кристофер Дорст                     | 5 июня 1956 (28 лет)                | 1,93 м                              | 86 кг                               |                                     | 1                                   | 0                                   |
| Главный тренер: Монте Ницковский    |                                     |                                     |                                     |                                     |                                     |                                     |                                     |

Результаты
Группа B
| Место | Команда  | И | В | Н | П | МЗ | МП | МР  | Очки |
| ----- | -------- | - | - | - | - | -- | -- | --- | ---- |
| 1     | США      | 3 | 3 | 0 | 0 | 32 | 17 | +15 | 6    |
| 2     | Испания  | 3 | 2 | 0 | 1 | 39 | 31 | +7  | 4    |
| 3     | Греция   | 3 | 0 | 1 | 2 | 23 | 33 | -10 | 1    |
| 4     | Бразилия | 3 | 0 | 1 | 2 | 25 | 38 | -13 | 1    |

| 1 августа 1984 | США                                                                                                | 12:5 | Греция                                                                           | Лос-Анджелес Судьи: Ханталь, Вильяфранко |
| 1 августа 1984 | Джозеф Варгас — 3 Кевин Робертсон, Гэри Фигероа, Терри Шрёдер, Джоди Кэмпбелл — 2 Йон Свендсен — 1 | Голы | 2 — Сотириос Статакис 1 — Спирос Капралос, Димитрос Селетопулос, Антониос Аронис | Лос-Анджелес Судьи: Ханталь, Вильяфранко |

| 2 августа 1984 | США                                                                               | 10:4 | Бразилия                                                      | Лос-Анджелес Судьи: Ван Дорп, Бокельман |
| 2 августа 1984 | Кевин Робертсон, Гэри Фигероа — 3 Терри Шрёдер — 2 Джон Симан, Джоди Кэмпбелл — 1 | Голы | 1 — Орландо Чавес, Карлос Карвалью, Солон Сантос, Марио Соуто | Лос-Анджелес Судьи: Ван Дорп, Бокельман |

| 3 августа 1984 | США                                                                                               | 10:8 | Испания                                                                              | Лос-Анджелес Судьи: Де Стефано, Пиццорно |
| 3 августа 1984 | Кевин Робертсон — 3 Дуглас Бурк, Джоди Кэмпбелл — 2 Питер Кэмпбелл, Эндрю Макдональд, Тим Шоу — 1 | Голы | 4 — Мануэль Эстиарте 1 — Хосе Морильо, Педро Роберт, Альберто Каналь, Антонио Агилар | Лос-Анджелес Судьи: Де Стефано, Пиццорно |

Финальный раунд
| Место | Команда    | И | В | Н | П | МЗ | МП | МР  | Очки |
| ----- | ---------- | - | - | - | - | -- | -- | --- | ---- |
| 1     | Югославия  | 5 | 4 | 1 | 0 | 47 | 33 | +14 | 9    |
| 2     | США        | 5 | 4 | 1 | 0 | 43 | 34 | +9  | 9    |
| 3     | ФРГ        | 5 | 2 | 1 | 2 | 49 | 34 | +15 | 5    |
| 4     | Испания    | 5 | 1 | 2 | 2 | 42 | 46 | -4  | 4    |
| 5     | Австралия  | 5 | 1 | 1 | 3 | 37 | 48 | -11 | 3    |
| 6     | Нидерланды | 5 | 0 | 0 | 5 | 25 | 48 | -23 | 0    |

| 6 августа 1984 | США                                                                                | 8:7  | Нидерланды                                      | Лос-Анджелес Судьи: Ханталь, Цартас |
| 6 августа 1984 | Терри Шрёдер — 3 Эндрю Макдональд — 2 Гэри Фигероа, Джон Симан, Джоди Кэмпбелл — 1 | Голы | 5 — Тони Буунк 1 — Эрик Нордеграф, Антон Хейден | Лос-Анджелес Судьи: Ханталь, Цартас |

| 7 августа 1984 | США                                                                                   | 12:7 | Австралия                                          | Лос-Анджелес Судьи: Цантас Папазьян |
| 7 августа 1984 | Кевин Робертсон, Терри Шрёдер, Джоди Кэмпбелл — 3 Питер Кэмпбелл — 2 Гэри Фигероа — 1 | Голы | 3 — Чарльз Тёрнер, Кристофер Уиброу 1 — Эндрю Керр | Лос-Анджелес Судьи: Цантас Папазьян |

| 9 августа 1984 | США | 8:7  | ФРГ                                        | Лос-Анджелес Судьи: Мартинес, Де Стефано |
| 9 августа 1984 | Терри Шрёдер — 2 Гэри Фигероа, Питер Кэмпбелл, Дуглас Бурк, Джон Саймэн, Эндрю Макдональд, Джоди Кэмпбелл — 1 | Голы | 3 — Томас Лёбб, Франк Отто 1 — Хаген Штамм | Лос-Анджелес Судьи: Мартинес, Де Стефано |

| 10 августа 1984 | США                                                 | 5:5  | Югославия                                                                      | Лос-Анджелес Судьи: Асенсио, Мартинес |
| 10 августа 1984 | Кевин Робертсон, Джозеф Варгас — 2 Терри Шрёдер — 1 | Голы | 1 — Дени Лусич, Миливой Бебич, Горан Сукно, Томислав Пасквалин, Игор Миланович | Лос-Анджелес Судьи: Асенсио, Мартинес |

Итог: -е место